# Курсулића кућа у Рашки
Курсулића кућа у Рашкој изграђена је крајем XIX века и налази се у Ибарској улици. Зграда је данас седиште Центра за културу, образовање и информисање. У оквиру ње се налазе галерија и градска библиотека. Заштићена је као споменик културе од 1988. године.

## Историја
Кућа је првенствено изграђена за потребе породице и власника. Грађена је у периоду од 1878. и 1895. године. Кнез Александар Карађорђевић је 1845. године донео указ о оснивању чаршије у Рашкој што је довело до настанка већег броја урбанистичких кућа. Ова грађевина је сходно томе једна од првих саграђених у стилу средњоевропске грађанске архитектуре. Кућа садржи многе елементе по угледу на куће у већим градовима преко Саве и Дунава. Током Првог светског рата, у периоду од 31. октобра до 12. новембра 1915. године кућа је служила за одржавање седница и боравак Владе Србије. Том приликом су у кући боравили Никола Пашић и регент Александар Карађорђевић, врховни командант српске војске.

## Изглед
Кућа је изграђена у стилу електике са приметним елементима класицизма. Саграђена је као приземна зграда на косом терену. Поседује делимично укопан подрум, приземље и таван.